# Hammer Sogn (Hedensted Kommune)
 For alternative betydninger, se Hammer Sogn. (Se også artikler, som begynder med Hammer Sogn)
Hammer Sogn er et sogn i Hedensted Provsti (Haderslev Stift).
I 1800-tallet var Hammer Sogn anneks til Linnerup Sogn. Begge sogne hørte til Vrads Herred i Skanderborg Amt. Linnerup-Hammer sognekommune blev ved kommunalreformen i 1970 indlemmet i Tørring-Uldum Kommune, som ved strukturreformen i 2007 indgik i Hedensted Kommune.
I Hammer Sogn ligger Hammer Kirke.
I sognet findes følgende autoriserede stednavne:
- Hage (bebyggelse, ejerlav)
- Hammer (bebyggelse)
- Kovtrup (bebyggelse, ejerlav)
- Møllerup (bebyggelse, ejerlav)
- Sandvad (bebyggelse)
- Vester Krat (areal)